# 1 de junio
El 1 de junio es el 152.º (centésimo quincuagésimo segundo) día del año en el calendario gregoriano y el 153.º en los años bisiestos. Quedan 213 días para finalizar el año.

## Acontecimientos
- 217 a. C. (fecha aproximada): a unos 100 km al sur de Turín, en la Galia Cisalpina y Liguria (noroeste de Italia) sucede un terremoto. El volcán Vesubio estuvo en erupción continua hasta el año siguiente. Todo este año se registran varios terremotos en Italia.[1][2]
- 70 a. C.: en Shandong (China) se registra un terremoto de magnitud 7 en la escala sismológica de Richter (I=9), desprendimiento de tierra (freshet). Deja un saldo de 6000 víctimas.[3]
- 69: en el Imperio romano estalla la guerra civil.
- 193: en Roma es asesinado el emperador Didio Juliano.
- 987: en Francia, Hugo Capeto es elegido rey.
- 1204: en Francia, el rey Felipe Augusto conquista Ruan.
- 1252: Alfonso X el Sabio, es proclamado rey de Castilla y León.
- 1283: en el Tratado de Rheinfelden, el duque Rodolfo I de Austria reclama sus derechos sobre los ducados de Austria y Estiria.
- 1485: Matthias Corvinus de Hungría toma la Viena de Federico III.
- 1495: en Escocia, el fraile John Cor realiza su primera muestra de whisky escocés.
- 1533: en la costa caribeña de la actual Colombia se funda de la ciudad de Cartagena de Indias.
- 1533: en Inglaterra, Ana Bolena es coronada sucesora de su esposo Enrique VIII.
- 1572: en el Perú se funda la ciudad de Huancayo.
- 1649: en Sámar del Norte (Filipinas), el nativo Agustín Sumuroy comienza una revuelta contra los conquistadores españoles. Un año después será capturado y decapitado.
- 1660: en la colonia de Boston (Massachusetts) es ahorcada la cuáquera británica Mary Dyer (49) por desacatar en repetidas oportunidades la ley que establecía que Dios hablaba solamente a través del clero.
- 1778: en España, un grupo de malagueños, la mayoría de Alhaurín de la Torre, zarpa en el bergantín San José con destino a Nueva Orleáns, donde fundarían la ciudad de Nueva Iberia.
- 1779: en los Estados Unidos ―en el marco de la guerra de Independencia contra Gran Bretaña―, el general Benedict Arnold (38) es juzgado por corrupción. Al año siguiente perpetró traición a la patria al pasarse al bando británico y luchar contra los estadounidenses.
- 1783: durante la colonización española de América se funda, por orden del virrey del Río de la Plata Juan José de Vértiz y Salcedo, la localidad de San José de Mayo (hoy capital del departamento uruguayo de San José).
- 1792: Kentucky se convierte en el 15.º estado de la Unión.
- 1796: Tennessee se convierte en el 16.º estado de la Unión.
- 1806: en Francia, el calendario republicano, instaurado por Napoleón es sustituido por el gregoriano.
- 1812: en los Estados Unidos, el presidente James Madison propone al Congreso declarar la guerra al Reino Unido.
- 1815: Napoleón jura fidelidad a la Constitución de Francia.
- 1816: el Congreso de Paraguay nombra a José Gaspar Rodríguez de Francia «dictador perpetuo».
- 1831: James Clark Ross descubre el Polo norte magnético.
- 1855: el aventurero estadounidense William Walker invade Nicaragua y reinstala la esclavitud.
- 1862: en Fair Oaks (Estados Unidos) en el marco de la guerra civil de Estados Unidos se libra la batalla de los Siete Pinos: los lances acaban con ambos bandos reclamando la victoria.
- 1868: Tratado de Bosque Redondo firman un tratado con el pueblo navajo para volver a sus campos de Arizona y Nuevo México.
- 1869: en España, las Cortes Constituyentes proclaman la nueva Constitución.
- 1879: Napoleón Eugenio, hijo y heredero de Napoleón III, muere durante la guerra zulú.
- 1893: en Argentina, se inicia la publicación del Boletín Oficial de la República Argentina.
- 1898: en Cuba, la flota estadounidense inicia el bloqueo de Santiago.
- 1899: se dicta la primera cátedra de Sociología en la UBA por el Dr. Antonio Dellepiane.
- 1900: en Santiago de Chile se inaugura el periódico El Mercurio.
- 1901: la ciudad china de Tientsin sufre la rebelión de los Bóxers.
- 1903: en Perú, Manuel Candamo es nombrado presidente.
- 1907: en Colombia se funda la Escuela Militar de Cadetes General José María Córdova, el principal centro de formación del Ejército Nacional de Colombia.
- 1910: deja Inglaterra la expedición hacia el polo sur de Robert Falcon Scott.
- 1913: es fundado en Chile el Liceo José Victorino Lastarria.
- 1918: en el marco de la Primera Guerra Mundial se libra la batalla de Belleau Wood: las fuerzas aliadas bajo el mando de John J. Pershing y James Harbord vencen a las fuerzas alemanas.
- 1920: en Berlín se inaugura la primera exposición universal del dadaísmo.
- 1920: en México, Adolfo de la Huerta es nombrado presidente.
- 1921: en Tulsa (Oklahoma), hombres blancos armados ayudados por miembros de la policía perpetran la Masacre de Tulsa: matan a unos 300 afroestadounidenses, hieren a unos 6000 hombres, mujeres y niños e incendian todo el próspero barrio de Greenwood (conocido como «the Negro Wall Street»). En 2001 se repararó económicamente a los descendientes.
- 1921: en la ciudad argentina de Godoy Cruz (provincia de Mendoza) se funda el Club Deportivo Godoy Cruz Antonio Tomba.
- 1923: en la ciudad de Estambul (Turquía), seguidores de la Iglesia ortodoxa turca golpean e intentan secuestrar al patriarca Melecio IV Metaxakis.
- 1929: en Buenos Aires (Argentina) se lleva a cabo (hasta el 12 de junio) la Primera Conferencia de los Partidos Comunistas de Latinoamérica.
- 1935: en Reino Unido se crean los primeros exámenes de conducir.
- 1939: Primer vuelo del caza Focke-Wulf Fw 190.
- 1941: en la Segunda Guerra Mundial, la batalla de Creta acaba con la capitulación de Creta ante los nazis alemanes.
- 1941: en Bagdad (Irak) ―inmediatamente después de la victoria británica en la guerra anglo-iraquí (del 18 de abril al 30 de mayo de 1941)―, la población musulmana suní, instigada por el embajador nazi Fritz Grobba, perpetra una farhud (‘desposesión violenta’): entre el 1 y el 2 de junio mata a 175 iraquíes judíos y hiere a unos 1000.
- 1941: el papa Pío XII publica el radiomensaje La Solennità, que conmemora los 50 años de la encíclica Rerum novarum: sobre la situación de los obreros (1891) por León XIII.
- 1942: en la Segunda Guerra Mundial, el periódico de Varsovia Liberty Brigade publica su primer ejemplar en los campos de concentración.
- 1942: En México se instituye el Día de la Marina Nacional para homenajear a las tripulaciones de los buques tanques mexicanos Potrero del Llano y Faja de Oro hundidos por submarinos alemanes los días 13 y 20 de mayo de ese mismo año, acciones donde dejaron la vida muchos marinos mexicanos.
- 1943: sobre el golfo de Vizcaya es derribado el vuelo 777 de BOAC por varios aviones alemanes Junkers Ju 88. Muere el actor Leslie Howard. Se supone que se trató de un intento de matar al primer ministro Winston Churchill.
- 1944: en Cuba, Ramón Grau San Martín es elegido presidente.
- 1945: en la Segunda Guerra Mundial, Estados Unidos bombardea a la población civil de Osaka.
- 1946: en Rumanía es ejecutado Ion Antonescu, el conducator (líder) de ese país durante la Segunda Guerra Mundial.
- 1948: en Cuba, Carlos Prío Socarrás es elegido presidente.
- 1952: en España se suprimen las cartillas de racionamiento.

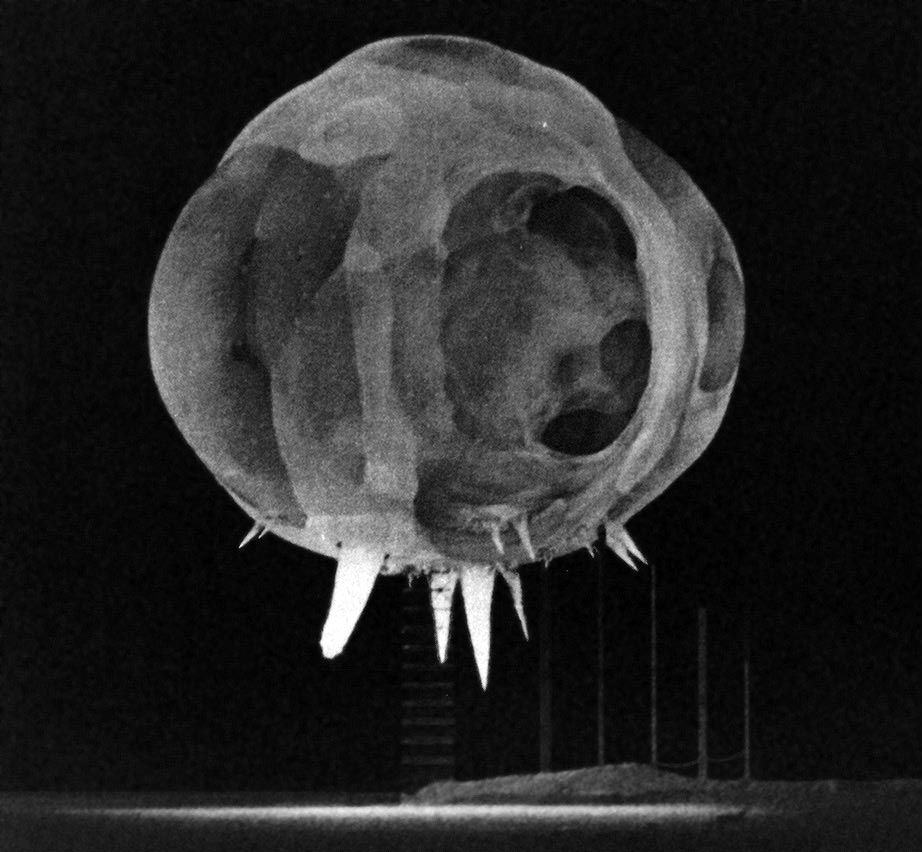
Fotografía tomada pocos milisegundos después de la detonación de una de las bombas atómicas de la operación Tumbler-Snapper (1952). La torre de la detonación se puede ver débilmente en el «rayo» central inferior.

- 1952: en el área 3 del sitio de pruebas nucleares de Nevada, Estados Unidos detona desde una torre la bomba atómica George (o sea "G"), de 15 kilotones). Es la séptima y penúltima de la Operación Tumbler-Snapper. Unos 7350 soldados que participan del ejercicio militar Desert Rock IV harán entrenamiento durante la explosión y quedarán expuestos de manera no voluntaria a la radiación.
- 1958: en Tokio (Japón) culminan los III Juegos Asiáticos.[4]
- 1958: en Francia, Charles de Gaulle se retira como presidente por seis meses.
- 1962: en Nueva York, los kurdos reivindican ante la ONU su derecho a la independencia.
- 1963: Kenia obtiene la soberanía interna (Día de Madaraka). Se independizará completamente del Imperio británico el 12 de diciembre.
- 1967: en el Reino Unido se publica el esperado álbum del grupo de rock The Beatles: Sgt. Pepper's Lonely Hearts Club Band; un día después en los Estados Unidos.
- 1969: durante su encamada por la paz, John Lennon y su esposa Yoko Ono graban, junto a otras celebridades, la canción «Give Peace a Chance», en Montreal (Canadá).
- 1970: en Argentina, el grupo armado Montoneros asesina al exdictador Pedro Eugenio Aramburu.
- 1970: en Ontario (Canadá) se funda la ciudad de Thunder Bay, con la fusión de las hasta entonces ciudades gemelas de Port Arthur y Fort Williams junto a los municipios de Neebing y McIntyre.
- 1973: en Grecia se proclama la república.
- 1974: en Flixborough (Reino Unido) explota una planta química, dejando un saldo de 28 muertos y 36 heridos.
- 1974: en la revista Emergency Medicine se publica por primera vez la maniobra de Heimlich para rescatar personas que se ahogan.
- 1978: En Buenos Aires (Argentina) comienza la Copa Mundial de Fútbol.
- 1979: en Nicaragua se produce una revolución contra el dictador Anastasio Somoza Debayle.
- 1979: en Rodesia se inaugura el primer gobierno negro.
- 1980: en Estados Unidos, el multimillonario Ted Turner crea CNN, primera compañía de informativos de televisión que transmite la 24 horas del día
- 1984: en El Salvador, José Napoleón Duarte toma posesión como presidente.
- 1985: en el Perú, Alan García es elegido presidente.
- 1986: en el circuito de La Sarthe, Francia; fallece el piloto Jo Gartner a causa de un accidente automovilístico durante la celebración de las 24 horas de Le Mans.
- 1988: los presidentes Ronald Reagan (estadounidense) y Mijaíl Gorbachov (soviético), ratifican en el acuerdo para la eliminación de misiles de alcance intermedio.
- 1989: en El Salvador, Alfredo Cristiani toma posesión como presidente.
- 1990: Bush y Gorbachov firman un documento sobre la reducción de armas estratégicas START, que prevé la disminución en un 30 por ciento de los arsenales nucleares y la finalización de la producción de armas químicas.
- 1991: en Argentina se crea la provincia de Tierra del Fuego (antes territorio).
- 1992: En Colombia, nace el músico Alejo Martínez, baterista de Capítulo Fin.
- 1993: en el marco del sitio de Sarajevo, sucede un atentado durante un partido de fútbol: 15 muertos y 133 heridos.
- 1993: Gustavo Adolfo Espina es nombrado presidente interno de Guatemala.
- 1994: en El Salvador, Armando Calderón Sol toma posesión como presidente.
- 1995: el poeta José Hierro obtiene el IV Premio Reina Sofía de Poesía Iberoamericana.
- 1997: en Bolivia, el exdictador Hugo Banzer es elegido presidente.
- 1997: en México, el club de fútbol Chivas (de Guadalajara) gana 6-1 ante Toros Neza, y obtiene su décimo título como campeón del verano 1997.
- 1998: en Bruselas se funda el Banco Central Europeo para definir y ejecutar la política monetaria de la UE.
- 1999: en El Salvador, Francisco Flores toma posesión como presidente.
- 2001: en Nepal se comete el regicidio de la familia real durante un almuerzo.
- 2001: en una discoteca de Tel Aviv (Israel), 23 personas son asesinadas por una bomba de Hamás.
- 2003: en Bélgica entra en vigor el matrimonio entre personas del mismo sexo.
- 2004: en El Salvador, Elías Antonio Saca toma posesión como presidente.
- 2005: en Países Bajos, un referéndum rechaza el referéndum de la Constitución europea.
- 2008: en Latinoamérica se lanza el canal Playhouse Disney Channel.
- 2008: en Medellín (Colombia) se inicia el 38 Período Ordinario de la Asamblea General de la OEA.
- 2008: en México, el club de fútbol Santos Laguna le gana a Cruz Azul y se convierte en campeón del Torneo Clausura 2008.
- 2009: sobre el océano Atlántico desaparece un avión (el Vuelo 447 de Air France) en pleno vuelo procedente de Río de Janeiro y con destino París.
- 2009: en El Salvador, Mauricio Funes toma de posesión como presidente.
- 2012: en Arrah (India), seis hombres no identificados asesinan a Brahmeshwar Singh (64) ―líder de la banda terrorista de derechas Ranvir Sena―, quien había estado nueve años en prisión perpetua acusado de varias masacres contra personas de casta baja, pero en abril de 2012 fue absuelto y puesto en libertad.
- 2012: en Venezuela, se crea la Academia Militar Comandante en Jefe Hugo Rafael Chávez Frías, perteneciente a la Universidad Militar Bolivariana de Venezuela, que forma oficiales de tropa de la Fuerza Armada Nacional Bolivariana.
- 2014: en El Salvador, Salvador Sánchez Cerén toma de posesión como presidente.
- 2018: Pedro Sánchez se convierte en el nuevo presidente del Gobierno de España en funciones tras una moción de censura contra Mariano Rajoy.
- 2019: en El Salvador, Nayib Bukele toma posesión como presidente.
- 2019: el Liverpool Football Club, conquista su sexta Liga de Campeones de la UEFA al vencer 2-0 al Tottenham Hotspur con goles de Mohamed Salah de penal y Divock Origi en el estadio Wanda Metropolitano en Madrid, España.
- 2020: debido a las diversas protestas por la Muerte de George Floyd, manifestantes entran a jardín de la Casa Blanca.
- 2022: En Londres, Inglaterra, en el Estadio de Wimbledon, ante 90 mil personas, la Selección de Futbol de Argentina se consagra Campeón de Campeones al vencer a la Selección de Futbol de Italia ganando la Copa de Campeones Conmebol - UEFA, más conocida como Finalissima, ex Artemio Franchi
- 2024: En Londres, el Real Madrid consigue su 15.ª Liga de Campeones de la UEFA tras derrotar por un 0 - 2 al Borussia Dortmund.

## Nacimientos
- 1076: Mstislav I de Kiev, príncipe de Kiev (f. 1132).
- 1300: Tomás de Brotherton, aristócrata inglés (f. 1338).
- 1563: Robert Cecil, espía y político inglés (f. 1612).
- 1633: Geminiano Montanari, astrónomo italiano (f. 1687).
- 1637: Jacques Marquette, explorador y misionero francés (f. 1675).
- 1653: Georg Muffat, compositor francés (f. 1704).
- 1675: Scipione Maffei, historiador, dramaturgo, filósofo y arqueólogo italiano (f. 1755).
- 1754: Fernando Carlos de Habsburgo-Lorena, aristócrata austríaco (f. 1806).
- 1762: Edmund Ignace Rice, pedagogo, fundador y religioso irlandés (f. 1844).
- 1769: Józef Ksawery Elsner, compositor polaco (f. 1854).
- 1771: Ferdinando Paer, compositor italiano (f. 1839).
- 1774: Julián Sánchez, guerrillero y militar español (f. 1832).
- 1777: Fernando Errázuriz, político chileno (f. 1841).
- 1790: Ferdinand Raimund, dramaturgo y actor austriaco (f. 1836).
- 1796: Nicolas Léonard Sadi Carnot, científico e ingeniero francés (f. 1832).
- 1801: Brigham Young, líder mormón estadounidense (f. 1877).
- 1804: Mijaíl Ivánovich Glinka, compositor ruso (f. 1857).
- 1815: Otón I, rey griego (f. 1862).
- 1829: Francisco Javier Simonet Baca, investigador y filólogo español (f. 1897)
- 1851: Isaac Peral, ingeniero español, inventor del submarino (f. 1895).
- 1860: Simón Iturri Patiño, empresario boliviano, magnate de la minería del estaño (f. 1947).
- 1863: Hugo Münsterberg, psicólogo germano-estadounidense (f. 1916)
- 1874: Macedonio Fernández, escritor argentino (f. 1952).
- 1878: John Masefield, poeta y escritor británico (f. 1967).
- 1887: Clive Brook, actor británico (f. 1974)
- 1889: Charles Kay Ogden, lingüista y filósofo británico (f. 1957).
- 1890: Frank Morgan, actor y cantante estadounidense (f. 1949).
- 1891: Aarón Sáenz, abogado, político, militar y diplomático mexicano (f. 1983).
- 1892: Otsuka Hironori, karateca japonés (f. 1982).
- 1896: Antonio Castejón Espinosa, militar español (f. 1979).
- 1903: Niní Marshall, actriz y comediante argentina (f. 1996).
- 1904: Casto Quezada Palma, periodista, poeta, actor y escritor boliviano (f. 1932)
- 1905: Robert Newton, actor británico (f. 1956).
- 1907: Francisco Amighetti, pintor costarricense (f. 1998).
- 1907: Jan Patočka, filósofo eslovaco (f. 1977).
- 1907: Helen Dick Megaw, mineralogista irlandesa (f. 2002)
- 1907: Frank Whittle, ingeniero aeronáutico y aviador británico (f. 1996).
- 1908: Peter Anders, tenor alemán (f. 1954).
- 1912: Herbert Tichy, geólogo, escritor, y montañista austriaco (f. 1987).
- 1913: Vicente Escrivá, guionista y cineasta español (f. 1999).
- 1913: Piedad de la Cierva, científica española (f. 2007)
- 1916: Murilo Rubião, escritor y periodista brasileño (f. 1991).
- 1917: William S. Knowles, químico estadounidense, premio nobel de química en 2001 (f. 2012).
- 1921: Nelson Riddle, músico estadounidense (f. 1985).
- 1922: Joan Caulfield, actriz y modelo estadounidense (f. 1991).
- 1922: Joan Copeland, actriz estadounidense (f. 2022).
- 1924: Felipe Boso, poeta español (f. 1983).
- 1925: Dilia Díaz Cisneros, educadora y poeta venezolana (f. 2017).
- 1926: Andy Griffith, actor estadounidense (f. 2012).
- 1926: Marilyn Monroe, actriz estadounidense (f. 1962).
- 1927: Mario Tagliaferri, religioso católico italiano, nuncio en España.
- 1928: Gueorgui Dobrovolski, cosmonauta ucraniano soviético (f. 1971).
- 1928: Bob Monkhouse, actor y guionista británico (f. 2003).
- 1929: Nargis Dutt, actriz india (f. 1981).
- 1930: Kei Kumai, cineasta japonés (f. 2007).
- 1930: Edward Woodward, actor británico (f. 2009).
- 1930: Lev Kuznetsov, esgrimista ruso (f. 2015).
- 1933: Haruo Remeliik, político palauano, presidente de Palaos entre 1981 y 1985 (f. 1985).
- 1933: Charles Wilson, político estadounidense (f. 2010).
- 1933: Ruth Arnon, bioquímica israelí.
- 1934: Pat Boone, cantante, compositor y actor estadounidense.
- 1935: Norman Foster, arquitecto británico.
- 1935: Percy Adlon, cineasta alemán.
- 1935: John C. Reynolds, informático estadounidense (f. 2013).
- 1936: José Manuel Pesudo, futbolista español.
- 1936: Gerald Scarfe, caricaturista e ilustrador británico.
- 1937: Morgan Freeman, actor y productor estadounidense.
- 1937: Colleen McCullough, escritora australiana (f. 2015).
- 1938: Fuad Masum, político, abogado, profesor y filósofo islámico kurdo.
- 1939: Joe Clark, político canadiense.
- 1939: Cleavon Little, actor estadounidense (f. 1992).
- 1940: Rene Auberjonois, actor estadounidense (f. 2019).
- 1940: Kip Thorne, físico estadounidense.
- 1941: Toyo Ito, arquitecto japonés.
- 1941: Edo de Waart, director de orquesta neerlandés.
- 1942: Honorino Landa, futbolista chileno (f. 1987).
- 1942: Bansi Pandit, escritor religioso hinduista, conferencista e ingeniero nuclear indio.
- 1944: Robert Powell, actor británico.
- 1945: Antonio J. Vierci, empresario paraguayo, dueño de varios medios de comunicación.
- 1945: Frederica von Stade, mezzosoprano estadounidense.
- 1945: Gustavo Cisneros,  empresario e inversionista venezolano
- 1946: Brian Cox, actor británico.
- 1947: Ron Dennis, empresario británico, fundador del grupo McLaren de Fórmula 1.
- 1947: Jonathan Pryce, actor y cantante británico.
- 1947: Víctor González Torres, empresario farmacéutico mexicano.
- 1947: Ron Wood, guitarrista británico, de la banda The Rolling Stones.
- 1948: Powers Boothe, actor estadounidense (f. 2017).
- 1948: Tomáš Halík, filósofo checo.
- 1948: Panfilo Lacson, político filipino.
- 1948: Tom Sneva, piloto automovilístico estadounidense.
- 1948: Jorge Bran, futbolista hondureño.
- 1950: Juan Manuel Marcos, escritor, poeta, ensayista, narrador, docente y crítico paraguayo
- 1952: Víctor Giorgi, psicólogo uruguayo.
- 1952: Şenol Güneş, entrenador de fútbol turco.
- 1953: David Berkowitz, asesino en serie estadounidense.
- 1955: Chiyonofuji Mitsugu, luchador de sumo japonés (f. 2016).
- 1956: Amanda Miguel, cantante argentina.
- 1956: Patrick Besson, escritor francés.
- 1956: Lisa Hartman Black, actriz y cantante estadounidense.
- 1956: Saúl Lisazo, actor argentino.
- 1957: Tullio Avoledo, escritor italiano.
- 1957: Carlos Duarte, pianista venezolano (f. 2003).
- 1958: Barry Adamson, músico británico.
- 1958: Ahron Bregman, periodista israelí.
- 1958: Nambaryn Enkhbayar, político mongol, 3.º presidente de su país.
- 1959: Martin Brundle, piloto británico de Fórmula 1.
- 1959: Kristine Nitzsche, atleta alemana.
- 1959: Thierry Rey, yudoca francés.
- 1959: Alan Wilder, tecladista, cantante y compositor británico, de la banda Depeche Mode.
- 1960: Simon Gallup, bajista británico, de la banda The Cure.
- 1960: Carlos Bremer, empresario y filántropo mexicano (f. 2024).
- 1961: Peter Machajdik, compositor eslovaco
- 1961: Jasmin Repeša, baloncestista croata.
- 1961: Yevgueni Prigozhin, oligarca ruso (f. 2023).
- 1963: Mike Joyce, baterista británico, de la banda The Smiths.
- 1963: Laura Ingraham, escritora y presentadora de televisión estadounidense.
- 1964: Jainal Antel Sali, Jr., terrorista filipino (f. 2007).
- 1965: Nigel Short, ajedrecista y periodista británico.
- 1966: Abel Balbo, futbolista argentino.
- 1966: Iliana Calabró, actriz argentina.
- 1967: Olivier Delaitre, tenista francés.
- 1967: María Galido Plaza, política filipina.
- 1967: Roger Sánchez, DJ estadounidense de música electrónica.
- 1968: Jason Donovan, actor y cantante australiano.
- 1968: Elena Sedina, ajedrecista ucraniana.
- 1969: Luis García Postigo, futbolista mexicano.
- 1969: Claudio Palma, relator deportivo chileno.
- 1969: René Liu, actriz y cantante taiwanesa.
- 1969: Teri Polo, actriz estadounidense.
- 1970: Alexi Lalas, futbolista estadounidense.
- 1970: Karen Mulder, modelo y cantante neerlandesa.
- 1970: Consuelo Lewin, pintora chilena.
- 1970: R. Madhavan, actor indio.
- 1970: Marley (Alejandro Wiebe), conductor de televisión y productor argentino.
- 1970: Paul Schrier, actor y director estadounidense.
- 1971: Mario Cimarro, actor y cantante cubano.
- 1971: María Rivera, poetisa y promotora cultural mexicana.
- 1971: Wahyu Rudi Astadi, cantante indonesio.
- 1971: Ghil'ad Zuckermann, filósofo y pedagogo israelí.
- 1971: Tony Sanneh, futbolista estadounidense.
- 1972: Huáscar Aparicio, cantante boliviano (f. 2013).
- 1972: Paula Betancourt, modelo colombiana.
- 1972: Wim Maes, ajedrecista belga.
- 1972: María Rueff, actriz portuguesa.
- 1972: Chanel St. James, actriz porno estadounidense.
- 1973: Adam Garcia, actor, cantante y bailarín australiano.
- 1973: Heidi Klum, modelo alemana.
- 1974: Alanis Morissette, cantante canadiense.
- 1974: Michael Rasmussen, ciclista danés.
- 1974: Melissa Sagemiller, actriz estadounidense.
- 1975: James Storm, luchador estadounidense.
- 1975: Gareth Edwards, cineasta británico.
- 1976: Úrsula Martín Oñate, yudoca española.
- 1976: Óscar Martínez, presentador de televisión español.
- 1976: Ángela Pérez Baraquio, modelo filipina.
- 1976: Lorenzo Bertini, remero italiano.
- 1977: Sarah Wayne Callies, actriz estadounidense.
- 1977: Danielle Harris, actriz estadounidense.
- 1977: Andrea Bogart, actriz estadounidense.
- 1977: Richard Krajčo, cantante y músico checo.
- 1977: Malena Solda, actriz argentina.
- 1977: Jón Jósep Snæbjörnsson, actor islandés.
- 1978: Antonietta Di Martino, atleta italiana.
- 1978: Hasna Benhassi, atleta marroquí.
- 1978: Aleksandar Šapić, nadador serbio.
- 1978: Shinya Yabusaki, futbolista japonés.
- 1979: Dani Mateo, actor y cómico de televisión español.
- 1979: Mario Méndez, futbolista mexicano.
- 1979: TheFatRat, Disc Jockey alemán.
- 1979: Markus Persson, diseñador sueco de juegos, fundador de Mojang.
- 1979: Wellington Nogueira Lopes, futbolista brasileño.
- 1979: Yang Dong-geun, actor surcoreano.
- 1980: Martin Devaney, futbolista británico.
- 1980: Oliver James, actor británico.
- 1980: Germán Kiczka, político argentino libertario acusado de integrar una red internacional de pedofilia, encarcelado desde el 28 de agosto de 2024.
- 1980: Oranut Klomdee, atleta tailandesa.
- 1980: Mitsuru Chiyotanda, futbolista japonés.
- 1981: Brandi Carlile, cantante-compositor y guitarrista estadounidense.
- 1981: Urayoán Jordán, cantante puertorriqueño.
- 1981: Smush Parker, baloncestista estadounidense.
- 1981: Carlos Zambrano, beisbolista venezolano.
- 1981: Hawar Mulla Mohammed, futbolista iraquí.
- 1981: Thorben Marx, futbolista alemán.
- 1981: Amy Schumer,  actriz y comediante estadounidense.
- 1982: Justine Henin, tenista belga.
- 1983: Moustapha Salifou, futbolista togolés.
- 1984: Naidangiin Tüvshinbayar, yudoca mongol.
- 1984: Jorge Torales, futbolista paraguayo.
- 1984: Stéphane Sessègnon, futbolista beniense.
- 1984: Jean Beausejour, futbolista chileno.
- 1984: Ygor Maciel Santiago, futbolista brasileño.
- 1985: Tirunesh Dibaba, atleta etíope.
- 1985: L.A. López, actor y cantante filipino.
- 1985: Tamara Todevska, cantante macedonia.
- 1985: Shūto Yamamoto, futbolista japonés.
- 1986: Dayana Mendoza, modelo venezolana y Miss Universo 2008.
- 1986: Chinedu Obasi, futbolista nigeriano.
- 1986: Skream, DJ y productor británico, de la banda Magnetic Man.
- 1987: Zoltán Harsányi, futbolista eslovaco.
- 1987: Sengphachan Bounthisanh, futbolista laosiano.
- 1988: Javier Hernández Balcázar, futbolista mexicano.
- 1988: Nami Tamaki, cantante japonesa.
- 1988: Michal Ďuriš, futbolista eslovaco.
- 1989: Federico Broin, futbolista argentino
- 1989: Selin Şekerci, actriz turca.
- 1989: Samuel Inkoom, futbolista ghanés.
- 1989: Brooklyn Lee, actriz porno estadounidense.
- 1990: Bryan Salazar, futbolista peruano.
- 1990: Rie Murakawa, seiyū japonesa.
- 1990: Gianni Marchand, ciclista belga.
- 1991: Nestoras Mitidis, futbolista chipriota.
- 1991: Ángel Tejeda, futbolista hondureño.
- 1992: Olga García, futbolista española.
- 1992: Rubén Sobrino, futbolista español.
- 1992: Joaquín Vergés, futbolista uruguayo.
- 1993: Mavroudis Bougaidis, futbolista griego.
- 1994: E'Dawn, cantante surcoreano.
- 1994: Giorgian de Arrascaeta, futbolista uruguayo.
- 1994: David Trummer, ciclista austriaco.
- 1995: Carlos Castro García, futbolista español.
- 1995: Abdulrahman Al-Aboud, futbolista saudí.
- 1996: Tom Holland, actor y bailarín británico.
- 1996: Naomi Woods, actriz pornográfica y modelo erótica estadounidense.
- 1996: Aybol Abiken, futbolista kazajo.
- 1996: Göktüğ Bakırbaş, futbolista turco.
- 1996: Edvinas Gertmonas, futbolista lituano.
- 1996: Kameron Chatman, baloncestista estadounidense.
- 1997: Volodymyr Shepelyev, futbolista ucraniano.
- 1997: Dan Agyei, futbolista inglés.
- 1997: Guillermo Vázquez Maradiaga, futbolista mexicano.
- 1997: Alberto Toril Domingo, futbolista español.
- 1997: Nicolás de la Cruz Arcosa, futbolista uruguayo.
- 1997: Julia Tolofua, yudoca francesa.
- 1997: Youssef En-Nesyri, futbolista marroquí.
- 1997: Tanner Laczynski, jugador de hockey sobre hielo estadounidense.
- 1998: Branimir Kalaica, futbolista croata.
- 1998: Alberto González Moyano, atleta español.
- 1998: Andreas Kron, ciclista danés.
- 1998: Aleksandra Soldátova, gimnasta rítmica rusa.
- 1999: Valentine Ozornwafor, futbolista nigeriano.
- 1999: Richard Torrez, boxeador estadounidense.
- 1999: Technoblade, youtuber estadounidense (f. 2022).
- 1999: Maikel Zijlaard, ciclista neerlandés.
- 1999: Yared Nuguse, atleta estadounidense.
- 2000: Willow Shields, actriz estadounidense.
- 2000: Tomoe Hvas, nadador noruego.
- 2000: Ludovit Reis, futbolista neerlandés.
- 2000: Nadezhda Misyakova, cantante bielorrusa.
- 2000: Juan José Cáceres, futbolista paraguayo.
- 2000: Álvaro García Segovia, futbolista español.
- 2000: Casper Tengstedt, futbolista danés.
- 2000: Shavy Babicka, futbolista gabonés.
- 2000: Kenneth Egano, boxeador filipino (f. 2023).
- 2000: Ali Adem, futbolista macedonio.
- 2001: Ed Oxenbould, actor australiano.
- 2001: Daiki Matsuoka, futbolista japonés.
- 2001: Gabrijel Veočić, boxeador croata.
- 2001: Dan Pușcaș, futbolista moldavo.
- 2001: Noè Ponti, nadador suizo.
- 2001: Jeremy Saygbe, futbolista liberiano.
- 2001: Rell Harwood, esquiador acrobático estadounidense.
- 2001: Badr Achab, taekwondista belga.
- 2001: Ivan Mesík, futbolista eslovaco.
- 2002: Gabriele Procida, baloncestista italiano.
- 2003: Emjay Anthony, actor estadounidense.
- 2003: Pascal Loretz, futbolista suizo.
- 2004: Krisia Todorova, cantante búlgara.
- 2004: Andreas Schjelderup, futbolista noruego.
- 2010: Oh Han-kyul, actor infantil surcoreano.

## Fallecimientos
- 195 a. C.: Liu Bang, emperador chino entre el 202 y el 195 a. C. (n. 256 o 247 a. C.).
- 193: Marco Severo Didius Julianus, emperador romano (n. 133).
- 657: Eugenio I, papa de la Iglesia católica entre 654 y 657.
- 847: Xiao, emperatriz china.
- 896: Teodosio Romano, patriarca ortodoxo sirio.
- 1068: Íñigo de Oña, anacoreta, abad y santo español (n. 1000).
- 1224: Abu Yaqub II al-Mustansir, califa almohade.
- 1433: Jaime II de Urgel, conde de Urgel, vizconde de Áger, barón de Antillón, de Alcolea de Cinca y de Fraga (n. 1380).
- 1434: Vladislao II Jagellón, rey polaco entre 1386 y 1434 (n. 1350).
- 1571: John Story, mártir católico inglés (n. 1504).
- 1616: Tokugawa Ieyasu, shōgun japonés entre 1600 y 1605 (n. 1543).
- 1625: Honoré d'Urfé, escritor preciosista francés (n. 1568).
- 1642: John Suckling, poeta británico (n. 1609).
- 1660: Mary Dyer, cuáquera inglesa, ejecutada (n. 1611).
- 1710: David Mitchell, almirante británico (n. 1642).
- 1773: Wolraad Woltemade, agricultor y héroe sudafricano (n. 1708).
- 1815: Louis Alexandre Berthier, mariscal francés (n. 1753).
- 1823: Louis Nicolas Davout, mariscal francés (n. 1770).
- 1830: Swaminarayan, religioso indio, líder de secta (n. 1781).
- 1841: David Wilkie, pintor británico (n. 1785).
- 1841: Nicolas Appert, inventor francés (n. 1749).
- 1846: Gregorio XVI, papa de la Iglesia católica entre 1831 y 1846 (n. 1765).
- 1860: José María Melo y Ortiz, general y político colombiano (n. 1800).
- 1864: Hong Xiuquan, rebelde chino (n. 1812).
- 1868: James Buchanan, político estadounidense, presidente de los Estados Unidos entre 1857 y 1861 (n. 1791).
- 1872: James Gordon Bennett, Sr., editor estadounidense (n. 1795).
- 1876: Hristo Botev, revolucionario y poeta búlgaro (n. 1848).
- 1879: Eugène Bonaparte, emperador francés (n. 1856).
- 1890: Aureliano Maestre de San Juan, científico español (n. 1828).
- 1925: Thomas R. Marshall, político estadounidense (n. 1854).
- 1926: Ramón Turró, biólogo español (n. 1854).
- 1927: Lizzie Borden, mujer estadounidense acusada de asesinato de su familia (n. 1860).
- 1927: John Bagnell Bury, historiador, filólogo y erudito irlandés (n. 1861).
- 1927: Aníbal María di Francia, sacerdote católico italiano (n. 1851).
- 1936: Francisco Grandmontagne, escritor español (n. 1866).
- 1938: Ödön von Horváth, escritor y dramaturgo croata-francés (n. 1901).
- 1941: Hugh Walpole, novelista neozelandés (n. 1884).
- 1941: Hans Berger, médico neurólogo alemán (n. 1873).

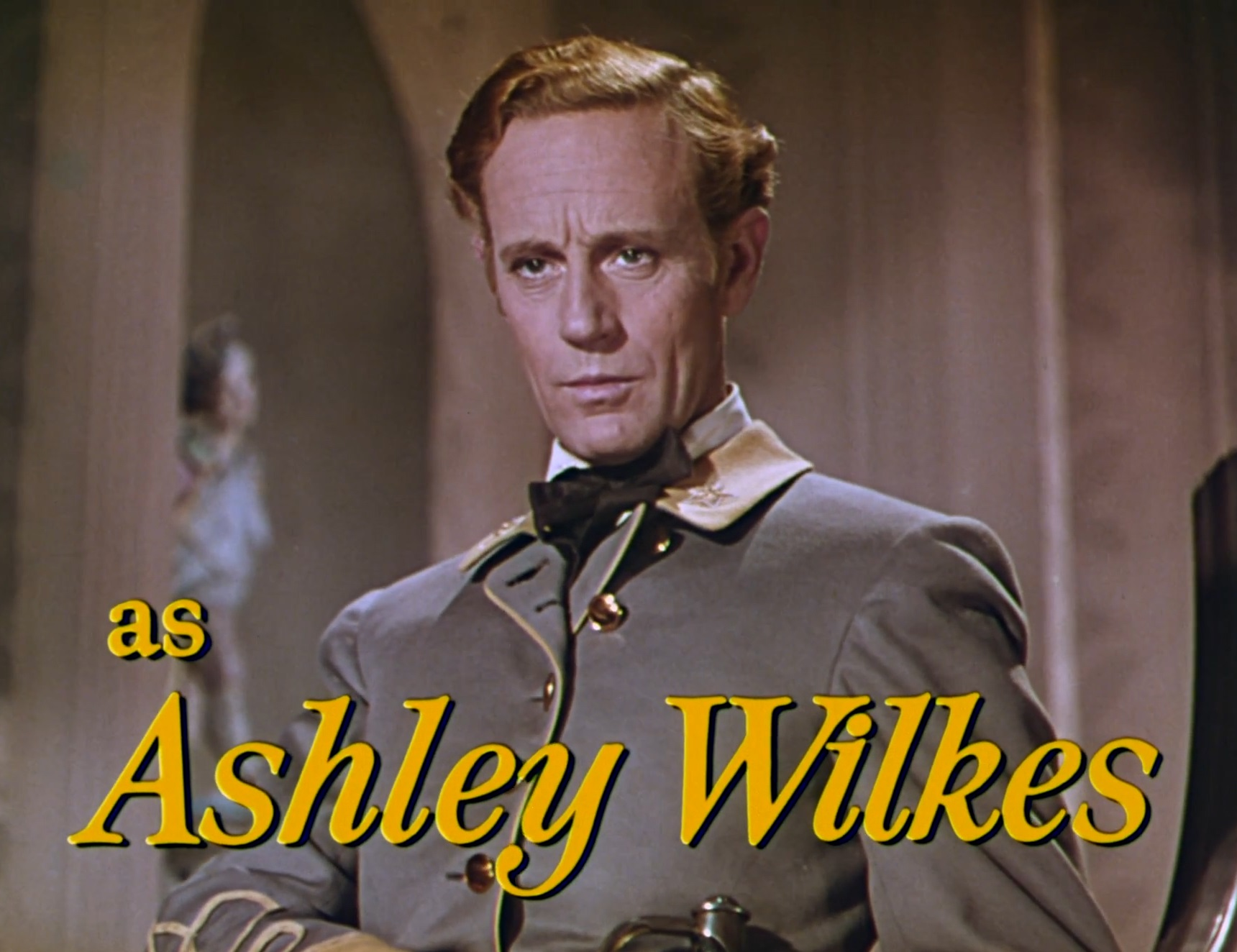
Leslie Howard en Lo que el viento se llevó.

- 1943: Leslie Howard (50), actor, director y productor británico; asesinado por los nazis (n. 1893).
- 1945: Pío del Río Hortega, médico español (n. 1882).
- 1946: Ion Antonescu, mariscal y político rumano, dictador de Rumania; ejecutado (n. 1882).
- 1946: Leo Slezak, tenor alemán (n. 1873).
- 1948: Sonny Boy Williamson I, músico estadounidense (n. 1914).
- 1952: John Dewey, filósofo y psicólogo estadounidense (n. 1859).
- 1954: Martin Andersen Nexø, escritor danés (n. 1869).
- 1959: Sax Rohmer, escritor británico (n. 1883).
- 1960: Paula Hitler, mujer austriaca, hermana de Adolf Hitler (n. 1896).
- 1962: Adolf Eichmann, líder nazi alemán (n. 1906).
- 1965: Curly Lambeau, futbolista y entrenador estadounidense (n. 1898).
- 1966: Papa Jack Laine, músico estadounidense (n. 1873).
- 1968: Helen Keller, autora, activista, y oradora estadounidense (n. 1880).
- 1970: Clara de la Rocha, militar revolucionaria mexicana (n. 1890).
- 1971: Reinhold Niebuhr, teólogo estadounidense (n. 1892).
- 1973: Mary Kornman, actriz estadounidense (n. 1915).
- 1979: Werner Forssmann, médico alemán, premio Nobel (n. 1904).
- 1983: Anna Seghers, escritora alemana (n. 1900).
- 1983: Jaime Lazcano, futbolista español (n. 1909).
- 1983: Jack Dempsey, boxeador estadounidense (n. 1895).
- 1985: Richard Greene, actor británico (n. 1918).
- 1986: Jo Gartner, piloto austriaco de automovilismo (n. 1954).
- 1988: Marcelo Terceros Banzer, abogado, escritor, catedrático y diplomático boliviano (n. 1924)
- 1994: Joaquín Pérez Villanueva, historiador y académico español (n. 1910).
- 1999: Cris Miró, vedette y travesti argentina (n. 1968).
- 2000 Tito Puente percusionista estadounidense (n. 1923)
- 2001: Birendra de Nepal, rey de Nepal entre 1972 y 2001 (n. 1945).
- 2001: Aishwarya de Nepal, reina consorte de Nepal entre 1972 y 2001 (n. 1941).
- 2001: Violeta Correa, primera dama peruana.
- 2001: Hank Ketcham, dibujante estadounidense (n. 1920).
- 2003: Luis Sánchez-Harguindey, médico y político español (n. 1935).
- 2004: William Manchester, escritor e historiador estadounidense (n. 1922).
- 2005: George Mikan, baloncestista estadounidense (n. 1924).
- 2006: Rocío Jurado, cantante y actriz española (n. 1944).
- 2008: Tommy Lapid, periodista y político israelí, 17.º ministro de Justicia de Israel (n. 1931).
- 2008: Yves Saint Laurent, diseñador de moda francés (n. 1936).
- 2008: Alicia Zubasnabar de De la Cuadra (Licha), activista argentina (n. 1915).
- 2011: Aníbal Barrios Pintos, historiador uruguayo (n. 1918).
- 2011: Manolo Otero, cantante español (n. 1942).
- 2012: Kathryn Joosten, actriz estadounidense (n. 1939).
- 2017: Tankred Dorst, dramaturgo alemán (n. 1925).
- 2019: Michel Serres, filósofo e historiador francés (n. 1930).
- 2019: José Antonio Reyes, futbolista español (n. 1983).
- 2020: Javier Alva Orlandini, político peruano (n. 1927).
- 2021: Jovino Novoa, abogado y político chileno (n. 1945).
- 2023: Pacho el Antifeka, cantante puertorriqueño (n. 1981).
- 2023: Pedro Messone, folclorista chileno (n. 1934).

## Celebraciones
- Día Mundial de la Leche.
Proclama de la Organización de las Naciones Unidas para la Alimentación y la Agricultura. En inglés: Food and Agriculture Organization (FAO).[5]
- Día Mundial de los Arrecifes.[6]

Compartidas
- Día Mundial de las Madres y los Padres en 193 países[7]
- y 2 observadores miembros de Organización de las Naciones Unidas.

- Día Mundial de la Infancia, en:
  -  Unión Europea,

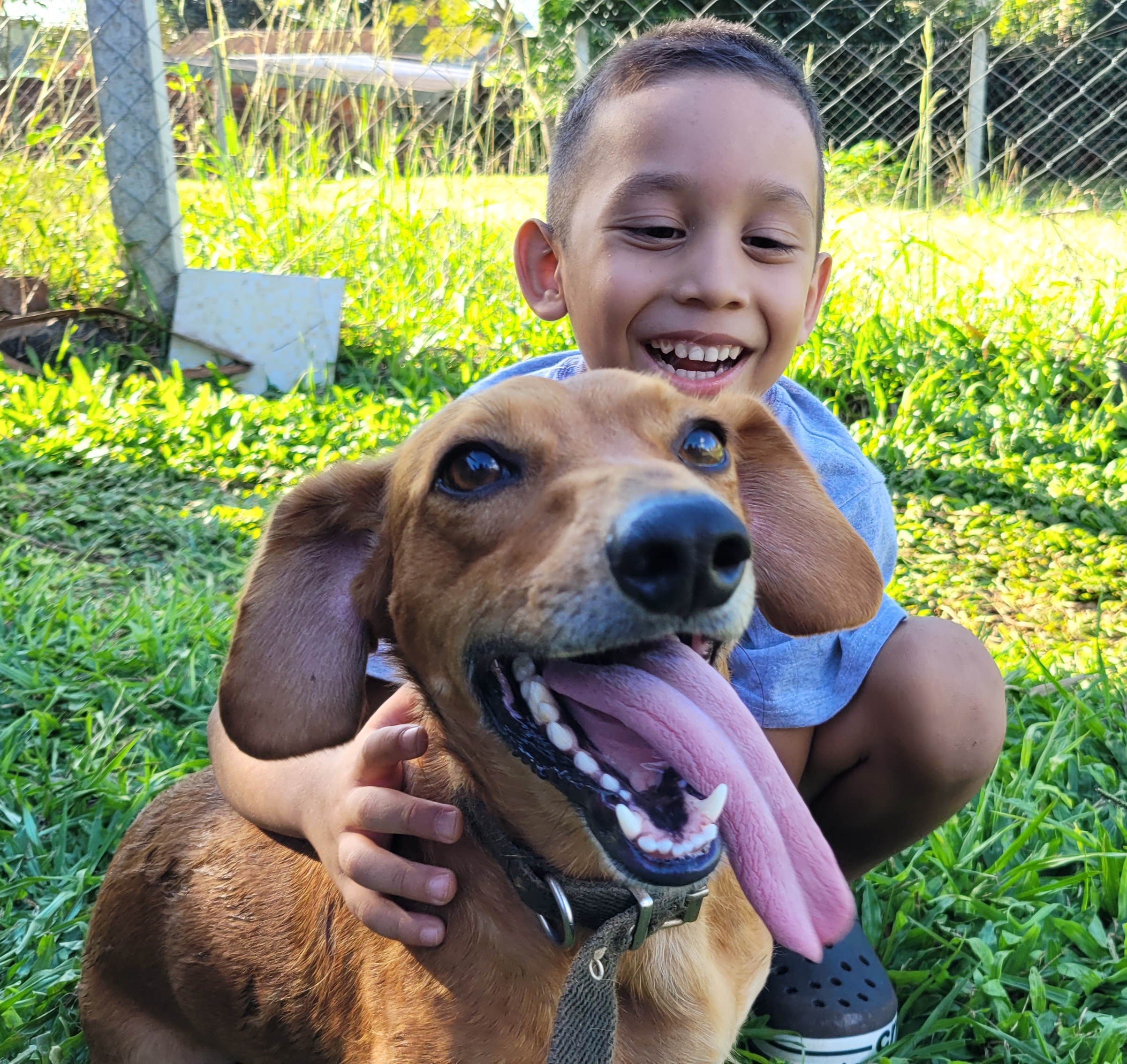
Día Mundial de la Infancia.

  -  Mancomunidad de Naciones,
  -  Albania,  Armenia,  Bulgaria,  Eslovaquia,  Ecuador,  Francia,  Nicaragua,  Polonia,  Portugal,  Rumania y  Rusia.

Por países
(Por orden alfabético)
- Argentina: 
  - Día del Funcionario de Aduana.
Empleados de la Dirección General Impositiva (DGA)[8]y Agencia de Recaudación y Control Aduanero (ARCA).[9]
  - Día del Sociólogo y la Socióloga.[10]
La sociología es una ciencia social que se encarga del análisis científico de la sociedad humana o la población regional. Se enfoca principalmente en las relaciones sociales y los comportamientos de grupo que éstas generan.[11]Se conmemora recordando la creación de la primera Cátedra de Sociología en el país, dictada en 1899 por el Dr. Antonio Dellepiane en la Facultad de Filosofía y Letras de la Universidad de Buenos Aires (UBA).
  - Día del Trabajador Tabacalero.[12]
  - Día del Periodista Aeronáutico.
En conmemoración a la publicación del primer Boletín Mensual del Aeroclub Argentino en 1911, impulsado por el Dr. Alfredo Palacios, fue la primera expresión de prensa especializada en temas aeronáuticos en Argentina.

- Camboya: 
  - Día Nacional de la Plantación de Árboles
(en inglés: National Tree Planting Day).

- El Salvador: 
  - Día del Transportista de Carga.

- Indonesia: 
  - Día de Pancasila.
Marca la fecha del discurso de Sukarno de 1945 sobre Pancasila ante los miembros del Comité de Investigación para el Trabajo Preparatorio para la Independencia.
(en inglés: Pancasila Day).

- Kenia: 
  - Madaraka Day (en español: Día de la Responsabilidad).
Es el aniversario del 1 de junio de 1963, fecha en que Jomo Kenyatta tomó el cargo de primer ministro del gobierno colonial británico en Kenia.

- Libia: 
  - Día Nacional de la Tecnología.
(en inglés: National Technology Day).

- México: 
  - Día de la Marina Mercante Nacional.

- Palaos: 
  - Día del Presidente.
(en inglés: President's Day).

- Perú: 
  - Día de la Cruz Roja Juventud.

- Samoa: 
  - Día de la Independencia.
Celebra la independencia de Samoa de Nueva Zelanda en 1962.

- Túnez: 
  - Día de la Victoria.

### Santoral católico

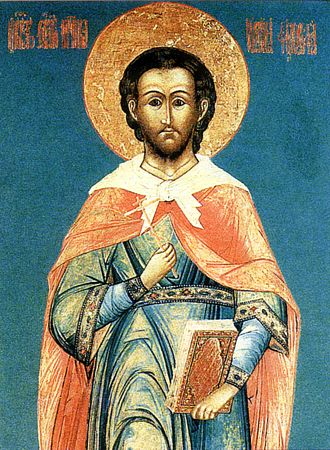
San Justino Mártir.

- San Justino de Roma, mártir (c. 165).[13][14](imagen ilustrativa).
- Santos Caritón, Cariti, Evelpisto, Jeracio, Peón y Liberiano de Roma, mártires (c. 165).
- Santos Amón, Zenón, Ptolomeo, Ingenuo y Teófilo de Alejandría, mártires (249).
- San Isquirión de Licópoli (c. 250) y compañeros.[14]
- San Próculo de Bolonia, mártir (c. 300).[14]
- San Fortunato de Montefalco, presbítero (s. IV/V).[14]
- San Caprasio de Lérins, solitario (430).[14]
- San Floro de Arvernia.[14]
- San Ronón de Quimper, obispo (c. s. VIII).[14]
- San Vistano de Leicester, mártir (849).
- San Simeón de Tréveris (1035).[14]
- San Íñigo de Oña, abad (c. 1060).[14]
- Beato Teobaldo de Alba (1150).[14]
- Beato Juan Pelingotto (1304).[14]
- Beato Juan Storey, mártir (1571).[14]
- Beatos Alfonso Navarrete, Fernando de San José de Ayala y León Tanaka, mártires (1617).
- Beato Juan Bautista Vernoy de Montjournal, presbítero y mártir (1794).
- San José Tuc, mártir (1862).[14]
- San Juan Bautista Scalabrini, obispo (1905).[14]
- San Aníbal María Di Francia, presbítero (1927).[14]